# Платформа європейської пам'яті та сумління
Платформа європейської пам'яті та сумління (англ. Platform of European Memory and Conscience, чеськ. Platforma evropské paměti a svědomí) — міжнародний проєкт, покликаний досліджувати діяльність і злочини тоталітарних режимів у Європі в XX столітті та не допустити відновлення тоталітаризму в Європі. Проєкт створений 14 жовтня 2011 року в Празі під час саміту прем'єр-міністрів Вишеградської групи. У церемонії підписання документа про створення проєкту взяли участь прем'єр-міністри трьох країн Вишеградської групи: Петр Нечас (Чехія), Дональд Туск (Польща) і Віктор Орбан (Угорщина).

## Про проєкт
Європейські політики неодноразово закликали засудити комунізм на рівні з нацизмом, тому було прийнято такі документи, як Празька декларація про європейське сумління та комунізм (2008) і Декларація про злочини комунізму (2010). Створення Платформи стало черговим кроком для сприяння роботі науково-дослідних установ у питаннях глибшого вивчення нацистських і комуністичних злочинів.
Проєкт розрахований на 3 роки, у ньому беруть участь науково-дослідні установи країн Європейського Союзу. Президент Платформи європейської пам'яті та сумління: Йоран Лінґдблад (Швеція). Грант для досліджень, пов'язаних із проєктом, отримав Інститут досліджень тоталітарних режимів (Прага).
У 2012 році до Платформи приєдналися дві організації з України: Меджліс кримськотатарського народу та Центр досліджень визвольного руху.
У 2014 році членство у Платформі отримав Український інститут національної пам'яті.
У 2015 році членом Платформи європейської пам'яті та сумління став Національний музей Голодомору-геноциду.
У 2016 році, під час триденного засідання у Києві, новими членами організації стали Фонд збереження історії Майдану (Україна), Інститут демократії, медіа й культури (Албанія), Асоціація «Сліди пам'яті» (Traces of Memory) (Чехія), Інститут національної пам'яті Словаччини, Центр дослідження тоталітаризму імені Вітольда Пілецького (Польща).

## Партнери
Партнерами Платформи європейської пам'яті та сумління є такі організації та інституції:
- Болгарія: Центр Ганни Арендт
- Естонія: Естонський інститут національної пам'яті, Unitas Foundation
- Латвія: Асоціація Музею окупації Латвії, Латвійське товариство дослідження окупації
- Литва: Секретаріат Міжнародної комісії з оцінювання злочинів нацистського та радянського окупаційних режимів у Литві, Центр досліджень геноциду і руху опору Литви
- Нідерланди: Фундація історії тоталітарних режимів і їхніх жертв
- Німеччина: Berlin-Hohenschönhausen Memorial, Hannah Arendt Society, Stiftung Sächsische Gedenkstätten, the Federal Commissioner for the Stasi Archives
- Польща: Інститут національної пам'яті, Музей Варшавського повстання
- Румунія: Інститут досліджень комуністичних злочинів і пам'яті румунської еміграції
- Словаччина: Фундація Яна Ланґоша
- Словенія: Дослідницький центр національного примирення
- Угорщина: Public Foundation for the Research of Central and East European History and Society, музей Дім терору
- Україна: Меджліс кримськотатарського народу, Центр досліджень визвольного руху, Український інститут національної пам'яті, Національний музей Голодомору-геноциду, Архів національної пам'яті
- Чехія: Інститут досліджень тоталітарних режимів, Архів служби безпеки
- Швеція: Інститут інформації про злочини комунізму